# ポーランド分割
ポーランド分割（ポーランドぶんかつ、ポーランド語: Rozbiór Polski・Rozbiory Polski、リトアニア語: Lietuvos-Lenkijos padalijimai、ベラルーシ語: Падзелы Рэчы Паспалітай、ウクライナ語: Поділи Речі Посполитої）は、18世紀に、ポーランド・リトアニア共和国の領土が3度にわたって周囲の3つの大国に奪われ、最終的に完全に領土を失って滅亡したことを指す歴史用語。その後、ウィーン会議により改めて4度目の分割も行われた。

## 概要
プロイセン王国、ロシア帝国、オーストリア（ハプスブルク帝国）が関わったポーランド・リトアニア連合領土の分割は、
- 1772年8月5日
- 1793年1月23日
- 1795年10月24日

の3度にわたって行われた。
ナポレオン戦争後、ナポレオン・ボナパルトは、ポーランド・リトアニア共和国のポーランド王国地域をワルシャワ公国として復活させた。しかしナポレオン戦争はナポレオンの敗北で終わり、ウィーン会議の結果ポーランドは再び分割された。この分割に参加した国家は、それぞれが併合した領土を（少なくとも建前上は）ある程度の自治権を有する、
- ポズナン大公国（プロイセン王国領）
- クラクフ共和国（オーストリア帝国領）
- ポーランド立憲王国（ロシア帝国領）

とすることに決定した。
いずれもポーランドの文化とポーランド人の権利を尊重して、ポーランド語の使用を承認することが保証されていた。しかし、それらの約束はすぐに破られ、領土は再併合された。

## 歴史

### 前史

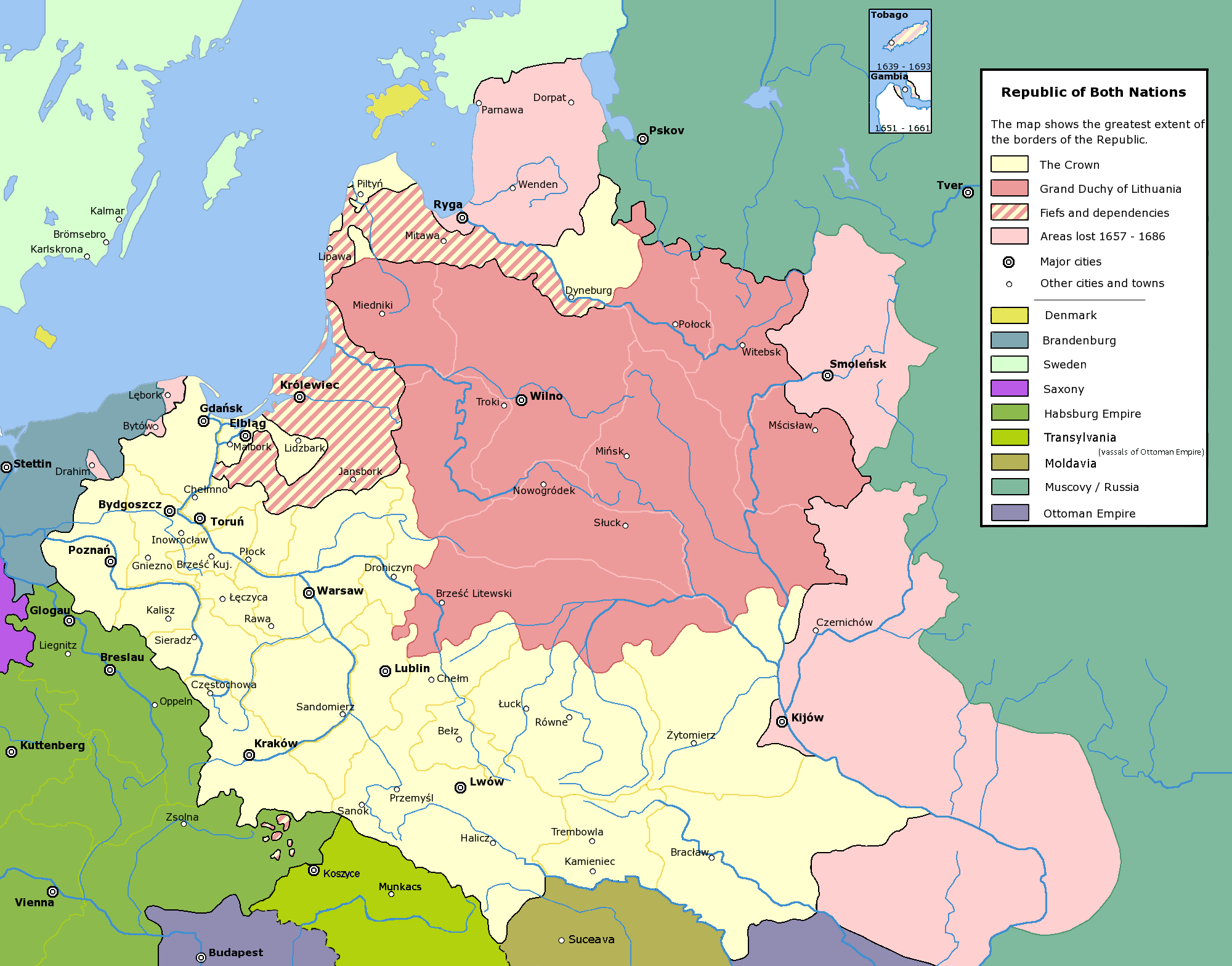
分割前のポーランド・リトアニア連合の領土（凡例の上から4色を合わせた部分）

ポーランド・リトアニア共和国（以下ポーランド）は、ヤギェウォ朝（1386年 - 1572年）の断絶後、選挙王制（自由国王選挙）をとっていたが、外国の干渉と貴族間の争いが頻発するようになり、国力が衰えた。17世紀中葉には「大洪水時代」（北方戦争）を迎え、スウェーデン主導による分割（未遂）の脅威を受けた（スウェーデンとリトアニア大公国によるケダイネイ合同は頓挫したが、すでにスウェーデン・ポーランド戦争で分割されていたリヴォニア北部が1660年のオリヴァ条約によって正式にスウェーデン領リヴォニアとして割譲された）。また、これとは別に、ロシアがロシア・ポーランド戦争を起こし、ヘーチマン国家の東半分を分割し、1686年に左岸ウクライナは、恒久平和条約の締結によりロシアに割譲されることとなった。
18世紀に入ると、ポーランドは大北方戦争に巻き込まれ、スウェーデンのカール12世によって親スウェーデン派のスタニスワフ・レシチニスキ（スタニスワフ1世）が王位につけられた。その傀儡王権がロシアによって倒されると、ポーランドはロシア帝国の影響力の下に置かれるようになった。さらにポーランド継承戦争が起こるに至って、ポーランドは近隣列強の干渉を受けるようになった。

### 第一次分割

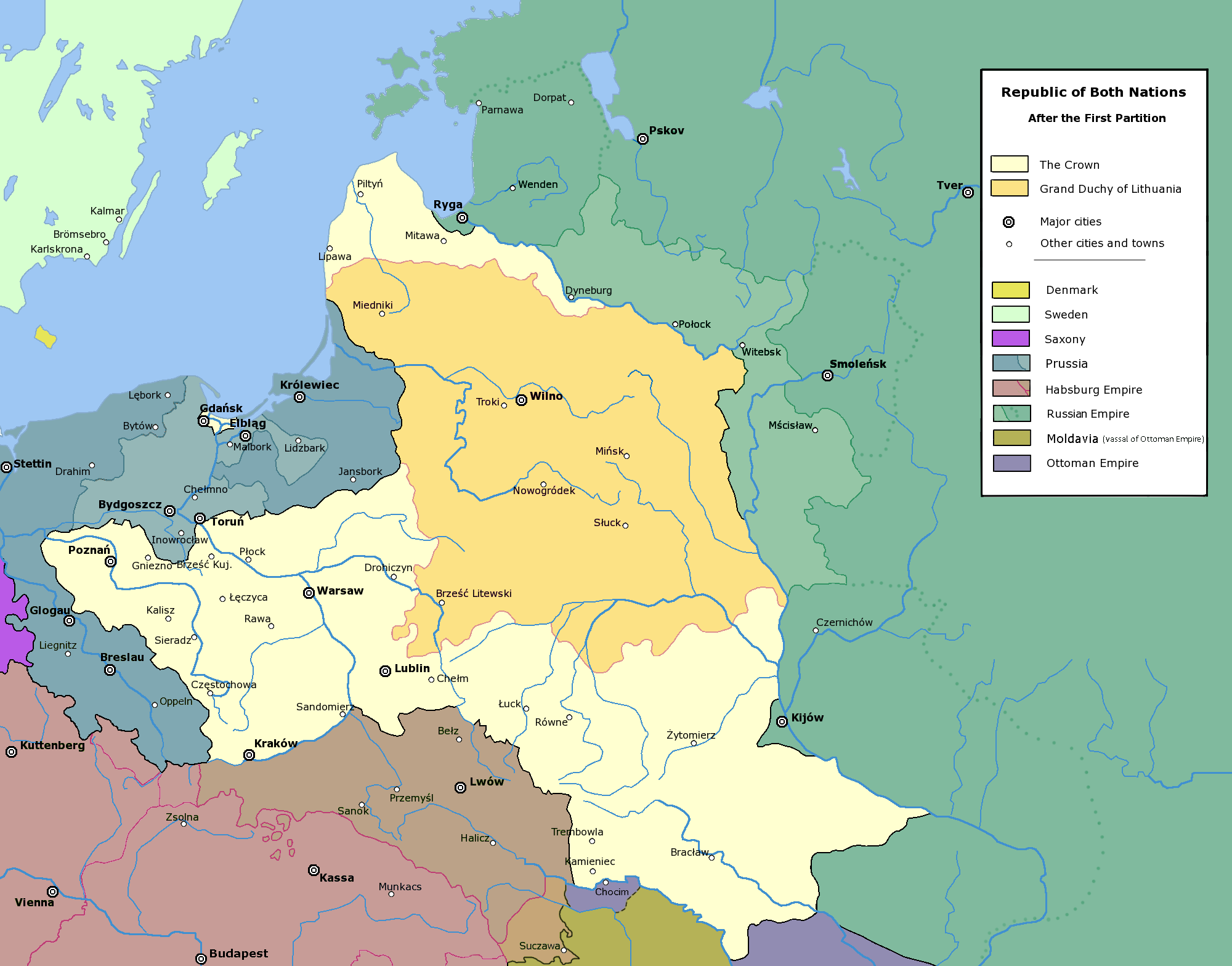
第一次分割（1772年・凡例の上から2色が領地）

ロシアのエカチェリーナ2世は、アウグスト3世が死去した1763年頃から、親露派の貴族である元愛人のスタニスワフ・アウグスト・ポニャトフスキ（スタニスワフ2世、在位1764年 - 1795年）を王位につけるなど、さまざまな内政干渉を行うようになった。プロイセン王フリードリヒ2世はロシアの動きを見て、ポーランドがロシアに奪われることを警戒、オーストリアの神聖ローマ皇帝ヨーゼフ2世を誘ってポーランド分割を提唱した。ポーランド側に復興への改革の兆しが表れたことに不安を感じたエカチェリーナ2世はプロイセンとオーストリアの提案に応じ、プロイセン・オーストリア・ロシアの3国によって第1回ポーランド分割（1772年）が行われ、3国はそれぞれ国境に隣接する地域を獲得した。 
ポーランドの第一次分割後、スタニスワフ2世はエカチェリーナ2世の意にそぐわず、ポーランド王国の再興を目指すようになり、国内の民主化勢力を糾合してヨーロッパ初の成文憲法「5月3日憲法」を制定し（1791年）、王権を世襲制とし世界初の立憲君主制に踏み出した。

### 第二次分割

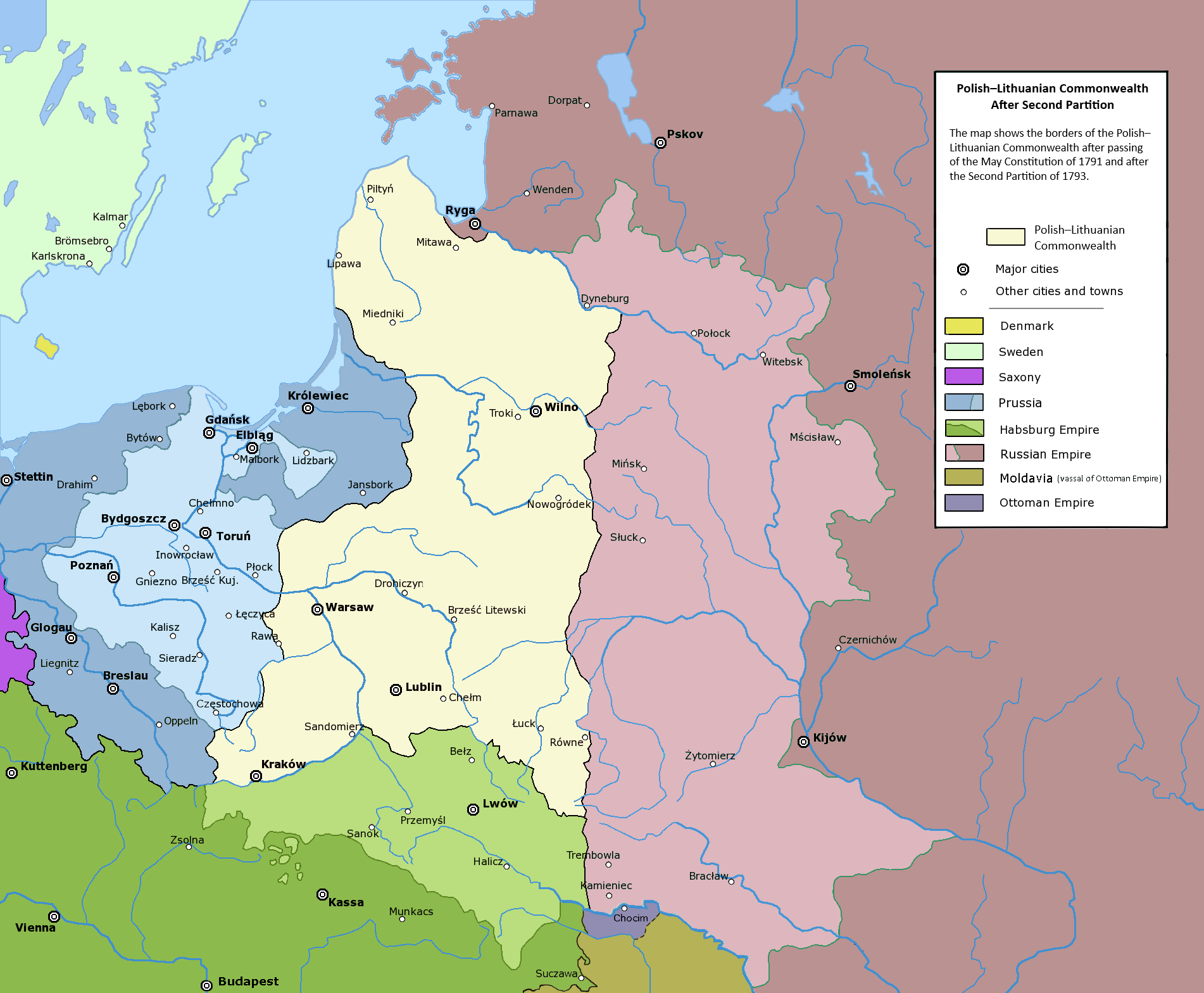
第二次分割（1793年・薄黄色部分）

立憲君主制への改革に乗り出したポーランド王国内では、これに反対し、王国中央政府の縮小とそれまでの貴族の権力維持を狙う抵抗勢力がタルゴヴィツァ連盟を結成し、エカチェリーナ2世と結託して改革勢力に対抗した。ロシア帝国は宣戦布告をせずにポーランド王国との戦争に踏み切った（ポーランド・ロシア戦争）。
ロシア軍はポーランドに進撃したが、これはロシア軍の戦線を引き伸ばして戦局をポーランドに有利に進めるという戦術であり、ポーランドの将軍たちの目論見通りであった。しかし、勝つ見込みがないというフーゴ・コウウォンタイの助言を受けた国王がタルゴヴィツァ連盟と妥協してしまうと、戦費が縮小され、戦争は中止された。この直後、プロイセンはロシアと共に第二次ポーランド分割を行った（1793年）。オーストリアはマリー・アントワネットが帝室出身であった関係からフランス革命に巻き込まれてしまい、第二次分割には参加できなかった。
1794年、ポーランドの愛国者タデウシュ・コシチュシュコは、義勇軍を結成してロシア軍と戦ったが敗れた（コシチュシュコの蜂起）。

### 第三次分割

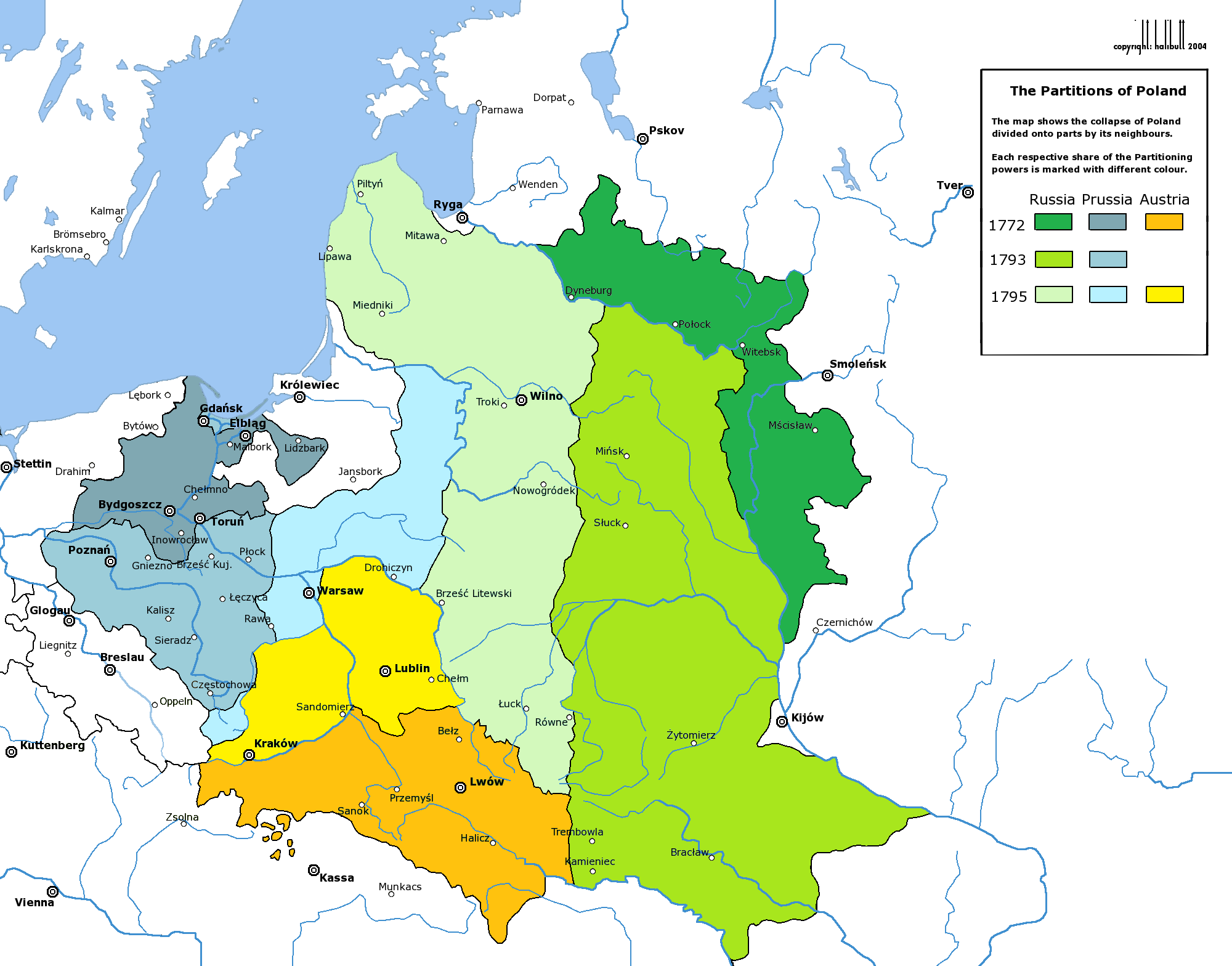
3度の分割まとめ

1795年、プロイセン・オーストリア・ロシアの3国は第三次ポーランド分割を行い、ポーランドは残った領土をすべて奪いつくされて滅亡した。

## 影響
ポーランドが独立を回復するのは、第一次世界大戦後のことである（1919年）。その際、ポーランドは西ウクライナ人民共和国の独立を武力で押さえ込んだ（ポーランド・ウクライナ戦争）。また、ウクライナ・ソビエト戦争に介入し（ポーランド・ソビエト戦争）、戦後ロシア・ソビエト連邦社会主義共和国との間で結ばれたポーランド・ソビエト・リガ平和条約の下、ウクライナとベラルーシの分割を行った。

## 広義のポーランド分割
広義には、以下の事例もポーランド分割に含む。
- 第四次ポーランド分割：1815年のウィーン会議によるワルシャワ公国の解体。
- 第五次ポーランド分割：1939年の第二次世界大戦勃発時にナチス・ドイツとソビエト連邦が行ったポーランド第二共和国の分割占領。（独ソ不可侵条約、ポーランド侵攻、ドイツ・ソビエト境界友好条約も合わせて参照のこと）